# Serbia en el Festival de la Canción de Eurovisión 2017
Serbia participó en el LXII Festival de la Canción de Eurovisión, celebrado en Kiev, Ucrania del 9 al 13 de mayo del 2017, tras la victoria de Jamala con la canción "1944". La radiodifusora RTS, encargada de la participación serbia, decidió elegir internamente a Tijana Bogićević, el 27 de febrero de 2017. Semanas más tarde, se presentó el tema con el cual concursaría: "In Too Deep" un tema electropop con reminiscencias folk, compuesto por Borislav Milanov, Joacim Persson, Johan Alkenas, y Lisa Desmond.
Serbia se presentó el 11 de mayo de 2017, dentro de la segunda semifinal. Finalizaría en el 11° lugar con 98 puntos, sólo a 3 puntos de la clasificación a la final, siendo la tercera vez en el concurso que el país balcánico queda fuera en semifinales.

## Historia de Serbia en el Festival
Serbia ha realizado 9 apariciones previas al Festival de 2017, debutando en la edición de Helsinki 2007. El país cuenta con una victoria, precisamente el año de su debut con el tema "Molitva", interpretado por Marija Šerifović y compuesto por Vladimir Graić y Saša Milošević Mare. Esta fue la primera ocasión (omitiendo el primer festival en el que todos debutaban), que un país debuta con una victoria, además de ser la primera canción en lengua no inglesa que gana el concurso desde la instauración del televoto en 1998. Serbia cuenta con una trayectoria positiva dentro del concurso al obtener el pase a la final en 7 oportunidades, incluyendo cuatro finalizando en el top-10.
En 2016, Serbia se clasificó a la final con Sanja Vučić y la canción "Goodbye (Shelter)", posicionándose 18° con 115 puntos.

## Representante para Eurovisión

### Elección Interna
Tras meses sin información sobre su método de selección para Eurovisión, Serbia confirmó el 27 de febrero de 2017 a Tijana Bogićević como la representante del país en el festival. El 11 de marzo, siendo uno de las canciones que se anunciaron, la RTS presentó el tema "In Too Deep", una canción electropop con reminiscencias folk, compuesto por Borislav Milanov, Joacim Persson, Johan Alkenas, y Lisa Desmond, como el tema que defendería Tijana. 

## En Eurovisión

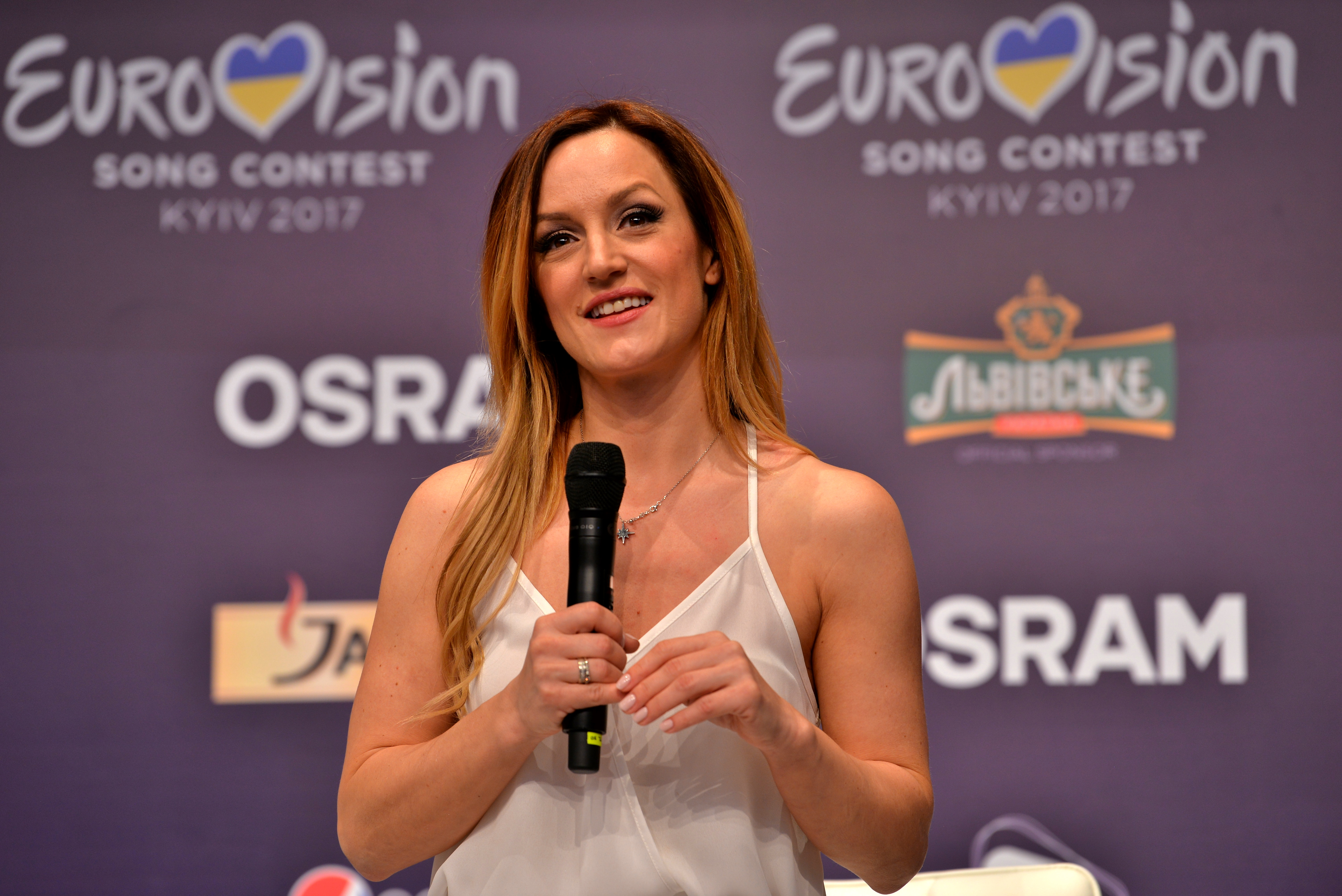
Tijana durante una conferencia de prensa en el festival.

De acuerdo a las normas del Festival de la Canción de Eurovisión, todos los países concursantes a excepción del Big Five y el país anfitrión, deben pasar por alguna de las dos semifinales. El 31 de enero de 2017, la UER realizó un sorteo con todos los países en el cual definiría en que semifinal y en que mitad participaría cada uno. Serbia resultó sorteado en la primera mitad (posiciones 1-9) de la segunda semifinal. Una vez conocidas todas las canciones, el _ se dieron a conocer el orden de actuación de las semifinales. Se determinó que Serbia abriera la segunda semifinal, siendo seguida por Austria.
Los comentarios para Serbia corrieron por parte de Silvana Grujić y Olga Kapor para la primera semifinal, mientras que en la segunda semifinal y la final fueron comentadas por Duška Vučinić. La portavoz de la votación del jurado fue la representante del año anterior, Sanja Vučić.

### Semifinal 2
Tijana Bogićević tomó parte de los ensayos los días 2 y 5 de mayo, así como de los ensayos generales los días 10 y 11 de mayo. El ensayo de la tarde del 10 fue considerado por los jurados nacionales para emitir sus votos, correspondiente al 50% de la puntuación final. Serbia fue la primera en actuar en la segunda semifinal por detrás de Austria. Tijana se presentó con un leotardo plateado y unas grandes telas blancas que le cubrían parte del cuerpo. Fue acompañada en el escenario por un bailarín: Boris Vidaković, y tres coristas a un lado del escenario: Jelena Đurić, Sanja Bogosavljević y Jelena Pajić. Los fondos mantenían la línea del video original, usando imágenes de agua.
Al final del show, Serbia no fue anunciada dentro de los 10 países finalistas, siendo eliminada por tercera vez en semifinales. La cantante había finalizado 11.ª con 98 puntos (53 puntos del jurado profesional y 45 del televoto), con el cual igualaban su peor resultado histórico.

### Votación

#### Votación otorgada a Serbia

##### Semifinal 2
| Jurado                    | Jurado                  | Jurado      | Jurado                                              | Jurado                           |
| 12 puntos                 | 10 puntos               | 8 puntos    | 7 puntos                                            | 6 puntos                         |
| ------------------------- | ----------------------- | ----------- | --------------------------------------------------- | -------------------------------- |
|                           |                         | - Dinamarca | - Alemania                                          | - Noruega - Países Bajos - Suiza |
| 5 puntos                  | 4 puntos                | 3 puntos    | 2 puntos                                            | 1 punto                          |
|                           | - Bielorrusia - Hungría |             | - Bulgaria - Croacia - Irlanda - Malta - San Marino | - Estonia - Francia              |
| Televoto                  |                         |             |                                                     |                                  |
| 12 puntos                 | 10 puntos               | 8 puntos    | 7 puntos                                            | 6 puntos                         |
| - Macedonia (ARY) - Suiza | - Croacia               |             |                                                     | - Austria                        |
| 5 puntos                  | 4 puntos                | 3 puntos    | 2 puntos                                            | 1 punto                          |
| - Francia                 |                         |             |                                                     |                                  |

#### Votación realizada por Serbia
| Puntos    | Jurado          | Televoto        |
| --------- | --------------- | --------------- |
| 12 puntos | Hungría         | Hungría         |
| 10 puntos | Bulgaria        | Macedonia (ARY) |
| 8 puntos  | Países Bajos    | Bulgaria        |
| 7 puntos  | Israel          | Croacia         |
| 6 puntos  | Austria         | Rumania         |
| 5 puntos  | Macedonia (ARY) | Israel          |
| 4 puntos  | Dinamarca       | Suiza           |
| 3 puntos  | Croacia         | Noruega         |
| 2 puntos  | Malta           | Bielorrusia     |
| 1 punto   | Noruega         | Austria         |

| Puntos    | Jurado    | Televoto |
| --------- | --------- | -------- |
| 12 puntos | Portugal  | Hungría  |
| 10 puntos | Hungría   | Bulgaria |
| 8 puntos  | Italia    | Portugal |
| 7 puntos  | Moldavia  | Moldavia |
| 6 puntos  | Bulgaria  | Italia   |
| 5 puntos  | Armenia   | Croacia  |
| 4 puntos  | Austria   | Rumania  |
| 3 puntos  | Australia | Bélgica  |
| 2 puntos  | Suecia    | Francia  |
| 1 punto   | Israel    | Suecia   |

##### Desglose
El jurado serbio estuvo compuesto por:
- Vojislav Borisavljević – presidente del jurado – compositor
- Ivana Peters – compositora y cantante
- Tanja Banjanin – cantante
- Aleksandar Milić "Mili" – compositor y cantante
- Ana Štajdohar – cantante

| Semifinal 2 | Semifinal 2     | Semifinal 2                | Semifinal 2                | Semifinal 2                | Semifinal 2                | Semifinal 2                | Semifinal 2                | Semifinal 2                | Semifinal 2                | Semifinal 2                |
| N.º         | País            | Jurado                     | Jurado                     | Jurado                     | Jurado                     | Jurado                     | Jurado                     | Jurado                     | Televoto                   | Televoto                   |
| N.º         | País            | V. Borisavljević           | I. Peters                  | T. Banjanin                | A. Milić                   | A. Štajdohar               | Ranking                    | Puntos                     | Ranking                    | Puntos                     |
| ----------- | --------------- | -------------------------- | -------------------------- | -------------------------- | -------------------------- | -------------------------- | -------------------------- | -------------------------- | -------------------------- | -------------------------- |
| 01          | Serbia          | -------------------------- | -------------------------- | -------------------------- | -------------------------- | -------------------------- | -------------------------- | -------------------------- | -------------------------- | -------------------------- |
| 02          | Austria         | 6                          | 5                          | 5                          | 11                         | 6                          | 5                          | 6                          | 10                         | 1                          |
| 03          | Macedonia (ARY) | 5                          | 7                          | 10                         | 7                          | 5                          | 6                          | 5                          | 2                          | 10                         |
| 04          | Malta           | 8                          | 8                          | 4                          | 9                          | 12                         | 9                          | 2                          | 16                         |                            |
| 05          | Rumania         | 17                         | 17                         | 17                         | 10                         | 16                         | 17                         |                            | 5                          | 6                          |
| 06          | Países Bajos    | 1                          | 3                          | 1                          | 4                          | 7                          | 3                          | 8                          | 11                         |                            |
| 07          | Hungría         | 3                          | 1                          | 2                          | 1                          | 1                          | 1                          | 12                         | 1                          | 12                         |
| 08          | Dinamarca       | 9                          | 6                          | 8                          | 6                          | 8                          | 7                          | 4                          | 12                         |                            |
| 09          | Irlanda         | 16                         | 15                         | 16                         | 8                          | 15                         | 15                         |                            | 14                         |                            |
| 10          | San Marino      | 15                         | 15                         | 13                         | 12                         | 10                         | 14                         |                            | 15                         |                            |
| 11          | Croacia         | 4                          | 4                          | 11                         | 3                          | 17                         | 8                          | 3                          | 4                          | 7                          |
| 12          | Noruega         | 13                         | 13                         | 6                          | 17                         | 3                          | 10                         | 1                          | 8                          | 3                          |
| 13          | Suiza           | 12                         | 14                         | 12                         | 15                         | 11                         | 13                         |                            | 7                          | 4                          |
| 14          | Bielorrusia     | 14                         | 12                         | 16                         | 16                         | 14                         | 16                         |                            | 9                          | 2                          |
| 15          | Bulgaria        | 2                          | 2                          | 3                          | 2                          | 2                          | 2                          | 10                         | 3                          | 8                          |
| 16          | Lituania        | 10                         | 11                         | 9                          | 14                         | 9                          | 11                         |                            | 17                         |                            |
| 17          | Estonia         | 11                         | 10                         | 14                         | 13                         | 13                         | 12                         |                            | 13                         |                            |
| 18          | Israel          | 7                          | 9                          | 7                          | 5                          | 4                          | 4                          | 7                          | 6                          | 5                          |

| Final | Final        | Final            | Final     | Final       | Final    | Final        | Final   | Final  | Final    | Final    |
| N.º   | País         | Jurado           | Jurado    | Jurado      | Jurado   | Jurado       | Jurado  | Jurado | Televoto | Televoto |
| N.º   | País         | V. Borisavljević | I. Peters | T. Banjanin | A. Milić | A. Štajdohar | Ranking | Puntos | Ranking  | Puntos   |
| ----- | ------------ | ---------------- | --------- | ----------- | -------- | ------------ | ------- | ------ | -------- | -------- |
| 01    | Israel       | 11               | 10        | 11          | 11       | 12           | 10      | 1      | 14       |          |
| 02    | Polonia      | 16               | 22        | 16          | 23       | 18           | 20      |        | 24       |          |
| 03    | Bielorrusia  | 23               | 23        | 24          | 14       | 24           | 24      |        | 15       |          |
| 04    | Austria      | 12               | 6         | 8           | 12       | 10           | 7       | 4      | 20       |          |
| 05    | Armenia      | 10               | 15        | 6           | 8        | 9            | 6       | 5      | 17       |          |
| 06    | Países Bajos | 6                | 14        | 15          | 13       | 19           | 13      |        | 19       |          |
| 07    | Moldavia     | 3                | 8         | 1           | 7        | 4            | 4       | 7      | 4        | 7        |
| 08    | Hungría      | 4                | 2         | 3           | 1        | 2            | 2       | 10     | 1        | 12       |
| 09    | Italia       | 1                | 3         | 4           | 2        | 3            | 3       | 8      | 5        | 6        |
| 10    | Dinamarca    | 20               | 18        | 19          | 22       | 20           | 21      |        | 22       |          |
| 11    | Portugal     | 2                | 1         | 2           | 3        | 1            | 1       | 12     | 3        | 8        |
| 12    | Azerbaiyán   | 17               | 24        | 12          | 9        | 16           | 18      |        | 21       |          |
| 13    | Croacia      | 8                | 11        | 25          | 4        | 26           | 15      |        | 6        | 5        |
| 14    | Australia    | 14               | 7         | 10          | 10       | 8            | 8       | 3      | 16       |          |
| 15    | Grecia       | 18               | 16        | 9           | 6        | 21           | 14      |        | 13       |          |
| 16    | España       | 25               | 25        | 21          | 18       | 25           | 25      |        | 23       |          |
| 17    | Noruega      | 13               | 9         | 5           | 25       | 6            | 11      |        | 12       |          |
| 18    | Reino Unido  | 21               | 17        | 17          | 21       | 14           | 19      |        | 18       |          |
| 19    | Chipre       | 19               | 12        | 13          | 17       | 17           | 16      |        | 11       |          |
| 20    | Rumania      | 26               | 26        | 26          | 16       | 23           | 26      |        | 7        | 4        |
| 21    | Alemania     | 22               | 20        | 18          | 24       | 22           | 22      |        | 26       |          |
| 22    | Ucrania      | 15               | 13        | 20          | 15       | 15           | 17      |        | 25       |          |
| 23    | Bélgica      | 24               | 21        | 23          | 26       | 13           | 23      |        | 8        | 3        |
| 24    | Suecia       | 5                | 4         | 14          | 20       | 7            | 9       | 2      | 10       | 1        |
| 25    | Bulgaria     | 9                | 5         | 7           | 19       | 5            | 5       | 6      | 2        | 10       |
| 26    | Francia      | 7                | 19        | 22          | 5        | 11           | 12      |        | 9        | 2        |

- Datos: Q28580687
- Multimedia: Serbia in the Eurovision Song Contest 2017 / Q28580687